# Каширцев, Михаил Георгиевич
Михаи́л Гео́ргиевич Каши́рцев (10 [22] января 1882, Курск — 21 июня 1957, Москва) — российский революционер, член ВЦИК (1922—1924) и ЦИК СССР (1925).

## Биография
Работал литейщиком на чугунолитейном заводе Мартенса (по другим данным — на чугунолитейном заводе Степанова). С 1900 года участвовал в сходках рабочих и железнодорожников Ямской Слободы.
Участвовал в революционных событиях 1905—1907 годов, состоял членом стачкома Курского железнодорожного узла; в 1905 вступил в РСДРП. После революции работал на разных предприятиях; с 1914 года — литейщик паровозной мастерской депо Курск-Северное.
26 марта 1917 года был избран председателем парткома Курского железнодорожного узла, в январе 1918 года — председателем президиума исполнительного комитета Ямской волости, в 1918—1919 годах — членом, председателем, секретарём губернского комитета РКП(б). В 1921—1925 годах — член курской губернской Рабоче-крестьянской инспекции.
Избирался делегатом VIII (1919) и XIII (1924) съездов РКП(б).
Был делегатом IX (1921) и X (1922) Всероссийских съездов Советов, избирался членом ВЦИК 10-го созыва (1922—1924), ЦИК СССР (1925).
С августа 1925 года работал в Москве в Управлении МКЖД; в 1933—1935 годах — начальник поезда в вагонной службе МКЖД.
В 1952—1955 гг. — слесарь Центральной поликлиники № 1 МПС СССР.
Умер и похоронен в Москве на кладбище Новодевичьего монастыря (3 участок, 65 ряд).

## Награды
- орден Трудового Красного Знамени
- две медали
- знак «Почётный железнодорожник»[2][3][5].

## Память
Именем М. Г. Каширцева названа улица в Курске.